# امپفلوانگ ایم هاسراکوالد
امپفلوانگ ایم هاسراکوالد (به آلمانی: Ampflwang im Hausruckwald) یک شهر بازاری و municipality of Austria در اتریش است که در Vöcklabruck District واقع شده‌است.

## خصوصیات
امپفلوانگ ایم هاسراکوالد ۲۱ کیلومترمربع مساحت دارد ۵۶۶ متر بالاتر از سطح دریا واقع شده‌است.